# Миколаївська гімназія № 4
Миколаївська гімназія № 4 Миколаївської міської ради Миколаївської області — освітній заклад у мікрорайоні «Намив» Заводського району Миколаєва.
Гімназія створена 1 вересня 2002 рока в зв'язку з реорганізацією середньої загальноосвітньої школи № 55 на два різних заклада — ЗОШ № 65 I ступеня і Миколаївську гімназію № 4 II—III ступенів згідно з рішенням Миколаївської міської ради від 28 вересня 2001 року № 34/18 та на підставі розпорядження Миколаївської обласної державної адміністрації від 21 грудня 2001 року № 754-р.
У гімназії організовано 17 класів, навчається 501 чоловік. Термін навчання становить 7 років.
Працює 42 педагога: 32 вчителя вищої категорії (серед них 14 «вчителів-методистів» і 13 «старших вчителів»), по 2 вчителя I і II категорії, 6 фахівців.
Організовано 5 кафедр: іноземних мов, гуманітарних дисциплін, математично-природничих дисциплін, естетики, класних керівників